# Beaverton (Oregon)
Pour les articles homonymes, voir Beaverton et Beaver.
Beaverton est une ville américaine du comté de Washington dans l'Oregon, située à une dizaine de kilomètres à l'ouest de Portland dans la vallée de la rivière Tualatin. Au recensement de 2010, la population était de 89 803 habitants. Le nom de la ville provient de l'étendue d'eau créée par les castors (beaver en anglais) qui se trouve près de la ville.

## Histoire
Beaverton a été fondée en 1847 sur un site jadis occupé par la tribu amérindienne Atfalati. Elle a été incorporée en 1893.

## Économie
Beaverton fait partie de la Silicon Forest qui regroupe de nombreuses entreprises de haute technologie. Aujourd'hui, les autorités ont l'espoir de créer un cluster Open Source. Cet espoir est encouragé par la présence de l'OSDL (employeur de Linus Torvalds) et d'IBM. Récemment, la municipalité lança un incubateur (OTBC pour Open Technology Business Center) afin d'accroitre le nombre de jeunes pousses. Cependant, en février 2006, un an après sa création, son activité est proche de zéro. 
C'est dans cette ville que se trouve depuis 1990, le siège social de Nike.

## Jumelages
- Hsinchu (Taïwan)
- Birobidjan (Russie)
- Cheonan (Corée du Sud)
- Cluses (France)
- Gotenba (Japon)
- Trossingen (Allemagne)

## Personnalités liées à la ville
- Mariel Zagunis, escrimeuse, est née à Beaverton
- Jace Fry (1993-), lanceur de baseball, est né à Beaverton
- Linus Torvalds vit à Beaverton